# 모로코벽도마뱀붙이

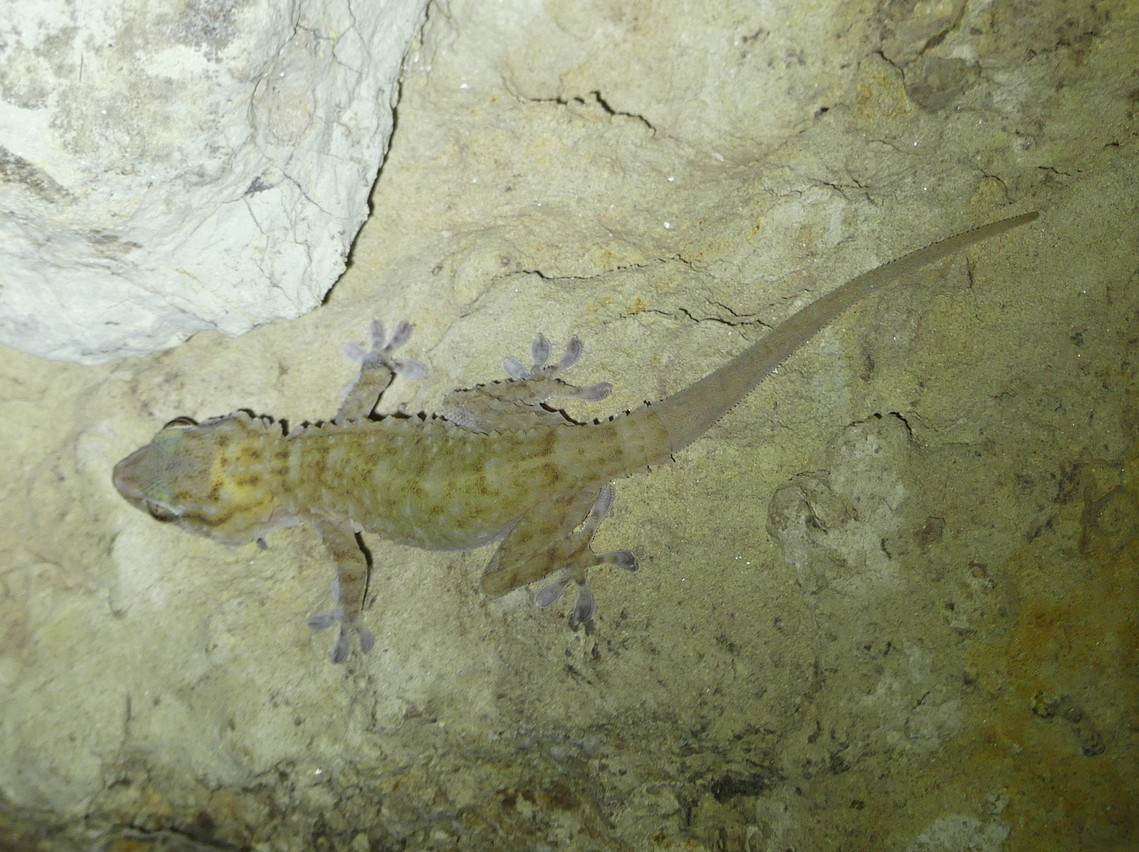

모로코벽도마뱀붙이(Tarentola boehmei)는 뵈메 게코(Böhme's gecko), 모로코 월 게코(Morocco wall gecko)라고 불리며, 잎가락도마뱀붙이과에 속한 도마뱀의 일종이다. 북아프리카에 고유하며, 절벽이나 도시 구역의 건물의 잔해 같은 바위가 널린 지역에 서식한다.

## 어원
종명 boehmei 과 '뵈메 게코'라는 일반명은 독일의 파충류학자 볼프강 뵈메(Wolfgang Böhme)를 기린 것이다.

## 형태
모로코벽은 주둥이에서 항문까지 7.5 cm (3.0 in), 꼬리까지 11 cm (4.3 in) 에 이르는 중형 도마뱀붙이다. 동공은 세로로 찢어져있으며, 눈꺼풀을 깜박이거나 눈을 감을 수 없고, 대신 투명한 눈비늘이 있다. 발가락은 끝부분이 넓적하고, 전체적으로 납작하다. 옆구리에 난 큰 결절 둘레를 각각 작은 결절들이 왕관처럼 감싸고 있으며, 콧구멍은 주둥이에 위치해있다.

## 분포와 서식지
모로코벽은 모로코 남부, 서사하라 북부, 아마도 알제리와 모리타니아에 서식한다. 모로코에서는 타자린(en:Tazzarine), 안티아틀라스산맥(en:Anti-Atlas) 남부, 드라강의 계곡(:en:Draa River), 제벨 바니(:en:Jebel Bani), 선맥의 고도가 낮은 지역에 서식한다. 자연적인 서식지는 아열대, 열대 건조 덤불지대(en:shrubland), 바위가 널린 지역, 시골의 정원, 도시구역이다.

## 보전
모로코벽은 서식 범위가 협소한 편이지만 범위 내에서는 널리 서식한다. 서식지 교란에 둔감하며, 개체수 추세는 견조하고, 당면한 위협도 없다. 따라서 국제 자연 보전 연맹은 모로코벽을 관심 필요로 평가했다.

## 참고 문헌
- Joger U (1984). "Taxonomische Revision der Gattung Tarentola (Reptilia: Gekkonidae)". Bonner Zoologische Beiträge 35 (1-3): 129-174. (Tarentola boehmei, new species, pp. 147–149, Figure 3). (in German).